# دستراکشن (گروه موسیقی)
دستراکشن (به انگلیسی: Destruction) یک گروه ترش متال آلمانی است که در سال ۱۹۸۲ تشکیل شد. آنها به عنوان یکی از «چهار بزرگ» صحنهٔ ترش متال آلمان شناخته شده‌اند، دیگر گروه‌ها عبارتند از کریتور، سادام و تانکارد. علاوه بر کمک به پیشگامان بلک متال، گروه دستراکشن به همراه گروه‌های آمریکایی تستمنت، Sacred Reich، دث آنجل و دارک انجل بخشی از موج دوم ترش متال در اواسط تا اواخر دههٔ ۱۹۸۰ بود. در بیشتر دههٔ ۱۹۹۰، گروه با هیچ ناشر موسیقی قرارداد نداشت و آلبوم‌های خود را خودشان تولید می‌کردند تا اینکه در اوایل دههٔ ۲۰۰۰ با نوکلیر بلست قرارداد بستند.
آثار اولیهٔ گروه از نظر برخی، آثار کلاسیک در ژانر ترش متال محسوب می‌شوند.

## سبک موسیقی
ادواردو ریواداویا از آل‌میوزیک ارزیابی کرد: «مانند بسیاری از گروه‌ها، [دستراکشن] تحت تأثیر موج نوی نوظهور هوی متال بریتانیا قرار گرفت، زیرا متال کلاسیک با روحیهٔ «خودت انجام بده» پانک راک تلاقی کرد و سپس به ترش متال تکامل یافت.»

## اعضای گروه

### اعضای کنونی
- مارسل «اشمیر» شیرمر - گیتار بیس (۱۹۸۹–۱۹۸۲، ۱۹۹۹–اکنون)، خواننده اصلی (۱۹۸۹–۱۹۸۴، ۱۹۹۹–اکنون)
- رندی بلک – درامز (۲۰۱۸–اکنون)
- دمیر اسکیچ - گیتار، همخوان (۲۰۱۹-اکنون)
- مارتین فوریا - گیتار، همخوان (۲۰۲۱-اکنون)

### اعضای پیشین
- مایک سیفرینگر - گیتار (۱۹۸۲–۱۹۸۹، ۱۹۹۰–۲۰۲۱)، گیتار بیس (۱۹۸۹–۱۹۹۳)
- تامی سندمن – درامز (۱۹۸۲–۱۹۸۷)
- اولف کوهنه – خواننده (۱۹۸۴–۱۹۸۲)
- الیور «اولی» کایزر - درامز (۱۹۹۹–۱۹۸۷)
- هری ویلکنز – گیتار (۱۹۹۰–۱۹۸۷)
- آندره گریدر - خواننده اصلی (۱۹۹۰–۱۹۸۹)
- توماس روزن‌مرکل – خواننده (۱۹۹۹–۱۹۹۳)
- مایکل «آنو» پیرانیو – گیتار (۱۹۹۹–۱۹۹۳)
- کریستین انگلر - گیتار بیس (۱۹۹۹–۱۹۹۳)
- سون ورمان – درامز (۲۰۰۱–۱۹۹۹)
- مارک رین - درامز، همخوان (۲۰۱۰–۲۰۰۱)
- واورزینیک «واور» دراموویچ – درام، همخوان (۲۰۱۸–۲۰۱۰)

## ترانه‌شناسی
- کشتار جهنمی (۱۹۸۵) Infernal Overkill
- ویرانی ابدی (۱۹۸۶) Eternal Devastation
- رهایی از رنج (۱۹۸۷) Release from Agony
- مغز ترک خورده (۱۹۹۰) Cracked Brain
- ناموفق‌ترین گلوله توپ انسانی (۱۹۹۸) The Least Successful Human Cannonball
- همه چیز به هم می‌ریزد (۲۰۰۰) All Hell Breaks Loose
- دجال (۲۰۰۱) The Antichrist
- تخلیه فلزی (۲۰۰۳) Metal Discharge
- مخترع شر (۲۰۰۵) Inventor of Evil
- تحول (۲۰۰۸) D.E.V.O.L.U.T.I.O.N.‎
- روز حساب (۲۰۱۱) Day of Reckoning
- نسل‌کشی معنوی (۲۰۱۲) Spiritual Genocide
- تحت حمله (۲۰۱۶) Under Attack
- زاده شده برای نابودی (۲۰۱۹) Born to Perish
- شیطانی (۲۰۲۲) Diabolical
- تولد مالیچه (۲۰۲۵) Birth of Malice